# Топориха (Владимирская область)
Топориха — упразднённая деревня в Александровском районе Владимирской области России.

## География
Урочище находится в северо-западной части области, в зоне хвойно-широколиственных лесов, на левом берегу реки Пичкуры, на расстоянии примерно 3 километров (по прямой) к юго-западу от города Александрова, административного центра района.

### Климат
Климат характеризуется как умеренно континентальный, с умеренно тёплым летом, холодной зимой, короткой весной и облачной, часто дождливой осенью. Среднегодовая температура воздуха — +3,4 °C. Годовое количество атмосферных осадков — 549 миллиметров, из которых большая часть выпадает в тёплый период.

## История
В «Списке населенных мест Владимирской губернии по сведениям 1859 года» населённый пункт упомянут как государственная деревня Александровского уезда, расположенная при реке Печкуре, в 6 верстах от уездного города. В деревне насчитывалось 17 дворов и проживало 116 человек (54 мужчины и 62 женщины).
По состоянию на 1905 год, в Топорихе имелось 28 дворов и проживало 215 человек. В административном отношении деревня входила в состав Александровской волости.
В советское время входила в состав Каринского сельсовета Александровского района. Упразднена решением облисполкома № 586 от 11 июня 1979 года как фактически не существующая.